# Carl Noeggerath
Carl Temmermann Noeggerath (* 4. Juni 1876 in New York; † 5. Juni 1952 in Freiburg im Breisgau) war ein deutscher Pädiater und Hochschullehrer.

## Leben

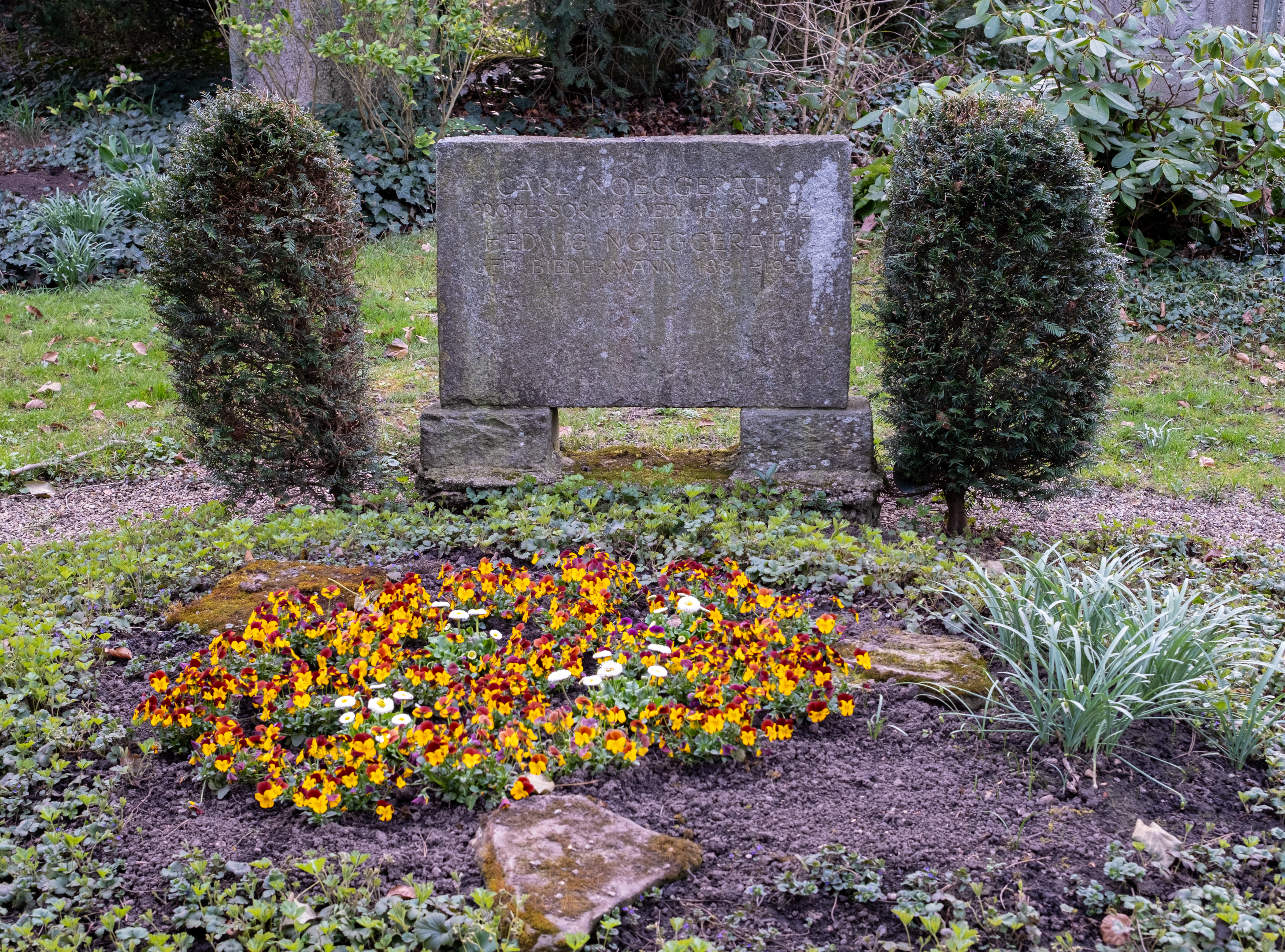
Grabstätte auf dem Hauptfriedhof Freiburg

Noeggerath stammte aus einer angesehenen rheinischen Gelehrtenfamilie und war der älteste Sohn des Gynäkologen Emil Noeggerath und seiner Frau Rolanda (1847–1939), die drei weitere Kinder hatten, darunter Felix Noeggerath. Er wurde in New York geboren, da sein Vater zu diesem Zeitpunkt dort eine Austauschprofessur innehatte. Seit seinem vierten Lebensjahr lebte Noeggerath bei einem Freund der Familie in Wiesbaden, wo er ab 1885 – von nun an lebten seine Eltern ebenfalls dort – ein humanistisches Gymnasium besuchte und 1895 seine Reifeprüfung ablegte. Anschließend absolvierte Noeggerath, der bereits während seiner Schulzeit den Entschluss gefasst hatte, wie sein Vater Arzt zu werden, ein Medizinstudium an den Universitäten Bonn (Sommersemester 1895–Wintersemester 1896/97), Straßburg (SS 1897) und Leipzig (WS 1897/98–WS 1899/1900) sowie Breslau, Frankfurt am Main und Basel. Während seines Studiums wurde er 1895 Mitglied der Burschenschaft Alemannia Bonn. An der Universität Leipzig, wo er am 17. Februar 1900 approbiert wurde und danach bis Ende 1900 Volontärassistent an der Poliklinik war, wurde er 1901 mit der Arbeit Das Verhalten unmittelbar der Luft entstammender Keimformen in frischen Thierwunden zum Dr. med. promoviert. Anschließend war er, auf eine sorgfältige Ausbildung bedacht, bis April 1901 als Assistent am pathologisch-anatomischen Institut Heidelberg, danach von 1901 bis 1903 bei Carl Flügge am hygienischen Institut der Universität Breslau, dann ab 1902 am Institut für experimentelle Therapie in Frankfurt am Main, wo er unter Paul Ehrlich arbeitete, sowie schließlich von 1903 bis 1905 an der medizinischen Klinik in Basel unter der Leitung von Wilhelm His tätig.
Von 1905 bis 1906 war er Hilfsarbeiter am Gesundheitsamt Berlin, dabei kam er erstmals mit Themen der Säuglings- und Kinderfürsorge in Kontakt. Daraufhin wirkte Noeggerath von 1906 bis 1913 als Oberarzt an der Kinderklinik der Charité bei Otto Heubner, wo er sich am 17. Mai 1912 mit der Arbeit Stillverbot bei Tuberkulose u. Tuberkuloseverdacht als Privatdozent für Kinderheilkunde habilitierte. Anfang April 1913 folgte er einem Ruf an die Universität Freiburg im Breisgau, wo er zuerst als etatmäßiger außerordentlicher Professor tätig war. Dazu leitete Noeggerath von 1913 bis 1919 die Universitätskinderklinik in Freiburg. Im März 1919 folgte er an der Universität Freiburg Bruno Salge auf den Lehrstuhl für Kinderheilkunde nach, wo er bis zu seiner Emeritierung Ende April 1949 als ordentlicher Professor wirkte.
Während des Ersten Weltkrieges war Noeggerath vom 5. August 1914 bis zum 30. November 1918 als Kriegsfreiwilliger Militärarzt. Im Anschluss an den Krieg half er beim Wiederaufbau der zerstörten Universitätskinderklinik. 1924/1925 war er Dekan der medizinischen Fakultät.
Im Jahr 1929 war Noeggerath der Vorsitzende der Deutschen Gesellschaft für Kinderheilkunde. Von 1930 bis 1937 war er Leiter der deutschen Delegationen bei den Internationalen Kongressen für Kinderheilkunde in Stockholm 1930, London 1933 und Rom 1937.
Carl Noeggerath stand dem Nationalsozialismus kritisch gegenüber und war kein Mitglied der NSDAP, was seine Arbeit erheblich erschwerte. Während der NS-Zeit war er Leiter des „Amtes zur Ärztefortbildung“.
Nach dem Ende des Zweiten Weltkrieges gehörte er, von der französischen Besatzungsmacht als „uneingeschränkt im Dienst zu belassen“ eingestuft, gemeinsam mit Josef Kapfhammer dem zur Entnazifizierung des Lehrkörpers eingesetzten Reinigungsausschuss der medizinischen Fakultät der Universität Freiburg an. In einem von ihm verfassten und nicht veröffentlichten Manuskript gab er an, dass er während des Krieges in die Kanzlei des Führers einbestellt worden sei. Zuvor hatte er nach einer Erweiterung der räumlichen Kapazitäten der Klinik verlangt. Dort sei ihm nahegelegt worden, die „südwestdeutsche Ausmerzestelle für lebensunwerte Kinder“ in der Freiburger Universitätskinderklinik einzurichten. Er lehnte dieses Ansinnen ab. Seiner Ansicht nach seien im katholischen Freiburg die Kindstötungen nicht geheimzuhalten. Daher wäre „der Schaden für die Partei größer […] als der etwaige Nutzen für die Sache“. Mit dieser Begründung erwirkte er die Vergrößerung der Klinik um eine Doppelbaracke. Zudem hatte Noeggerath 1933, nach dem Inkrafttreten des sogenannten Gesetzes zur Wiederherstellung des Berufsbeamtentums, als drei seiner Mitarbeiter entlassen werden sollten, versucht, dies abzuwenden und zumindest für den Oberarzt Walter Heymann eine Hinauszögerung des Entzugs der Lehrerlaubnis erwirkt.
Zusammen mit Kurt Beringer, Josef Kapfhammer, Walther Bergfeld (1901–1992) und Alfred Pfunder (1882–1968) war er seit Sommer 1945 als Mitglied der sogenannten „Hungerkommission“ an insgesamt sieben Gutachten über die Ernährungslage und den Gesundheitszustand der Freiburger Bevölkerung beteiligt.
Im Rahmen der Entwicklung der Kinderheilkunde forschte Noeggerath insbesondere zu Infektionskrankheiten, zur pathologischen Physiologie und zur Sozialhygiene. Er war Verfasser diverser Fachpublikationen sowie Mitherausgeber der Fachzeitschriften Zeitschrift für Kinderheilkunde, Archiv für Kinderheilkunde und Monatsschrift für Kinderheilkunde. 1951 wurde er anlässlich seines 75. Geburtstages zum Ehrenbürger der Stadt Freiburg ernannt.
Im Jahr 1902 heiratete Carl Noeggerath Hedwig Biedermann (* 1881) in Dresden. Er hatte mit ihr einen Sohn, Wolfgang Carl, der 1907 zur Welt kam.

## Ehrungen
- Eisernes Kreuz II. Klasse (1915)
- Ritterkreuz mit Eichenlaub und Schwertern des Ordens vom Zähringer Löwen (1917)
- Anhalter Friedrichskreuz (1918)
- Korrespondierendes Mitglied der Società Italiana di Pediatria (1938)
- Klebelsberg-Medaille der Medizinischen Fakultät der Ungarischen Franz-Josephs-Universität (1938)
- Ehrenmitglied der Ungarischen Gesellschaft für Kinderheilkunde (1940), der Freiburger Medizinischen Gesellschaft und Korrespondierendes Mitglied der Sociedad Cubana de Pediatria
- Ehrenbürgerschaft der Stadt Freiburg (1951)

## Schriften (Auswahl)
- Das Verhalten unmittelbar der Luft entstammender Keimformen in frischen Thierwunden (Dissertation an der Universität Leipzig 1901).
- Stillverbot bei Tuberkulose und Tuberkuloseverdacht (Habilitationsschrift an der Universität Berlin 1911).
- Die Rachitis und ihre heutige innere Behandlung: Erw. Fortbildungsvortr. Fischer, Jena 1920, DNB 363634819.
- Zusammen mit Albert Eckstein: Die Urogenitalerkrankungen der Kinder: Störungen u. Erkrankgn d. Harnbereitg u. d. Geschlechtssphäre sowie ihrer Organe, F. C. W. Vogel, Leipzig 1925, DNB 361268661 (Aus: Handbuch d. Kinderheilkunde).
- Allgemeine und besondere urologische Diagnostik beim Jungkind (= Die Urologie in Einzeldarstellungen). C. Thieme, Leipzig 1939, DNB 361268653.
- Zusammen u. a. mit Johannes Kathe, Heinrich Gins: Beiträge zur Pockenschutzimpfung (= Veröffentlichungen aus dem Gebiete des Volksgesundheitsdienstes. Band 53, Nr. 4). R. Schoetz, Berlin 1939, DNB 36495275X.
- Von der geistigen Wurzel der Medizin. Ein Bekenntnis zur Universitas artium et litterarum. Karl Alber, Freiburg i. Br. 1947, DNB 575258675 (erweiterte Fassung eines öffentlichen Festvortrages zu seinem 70. Geburtstag).